# جیمز استوارت بلکتون
جیمز استوارت بلکتون (زاده ۵ ژانویه ۱۸۷۵، درگذشت ۱۳ اوت ۱۹۴۱) اولین خالق فیلم انیمیشن صامت با نام طراحی سحرآمیز می‌باشد. او را به همین دلیل پدر انیمیشن آمریکا می‌نامند.

## تأسیس شرکت ویتاگراف
بلکتون هنگام ملاقات ادیسون در بلک ماریا برای نخستین بار مجذوب تصاویر متحرک شد. ادیسون امتیاز یک ویتاسکوپ را به بلکتون اجاره داد. بلکتون نیز محبت ادیسون را با کپی کردن از دستگاه او و ساختن فیلم‌های خود پاسخ داد. بلکتون و شرکایش شرکت خود را تأسیس کردند و نام آن را ویتاگراف نهادند.
در فیلم‌های او: رؤیای نیمه تابستان و هتل طلسم شده، برای اولین بار اشیاء به حرکت درآمدند. این اتفاق در فرانسه به حرکت آمریکایی معروف شد. بعدها نخستین کارگردان اروپایی به اسم امیل کول از این روش در راهی هنری استفاده کرد.

## آثار
- سیرک هامپتی دامپتی (۱۸۹۸)
- رؤیای شب نیمهٔ تابستان (۱۹۰۶)
- هتل طلسم شده (۱۹۰۷)
- طراحی سحرآمیز (۱۹۰۰)
- فکاهی صورت‌های متغیر مسخره (۱۹۰۶)
- دزدان خودرو (۱۹۰۶)